# Kehinde Obareh
Kehinde Joy Obareh est une boxeuse nigériane née le 4 mai 1985 à Shagamu.

## Carrière
Elle est médaillée d'or dans la catégorie des moins de 60 kg aux championnats d'Afrique de Yaoundé en 2014 ainsi qu'aux Jeux africains de Brazzaville en 2015.